# La Mojigata
La Mojigata es una murga uruguaya fundada en 1999. Luego de participar del encuentro murga joven ese año y el siguiente, ingresaron al concurso oficial en 2001.

## Historia
Después de participar en un taller a cargo de Pitufo Lombardo, en el ámbito del Taller Uruguayo de Música Popular (TUMP), los primeros integrantes de esta murga deciden presentarse al Encuentro de Murga Joven de 1999.
La murga vuelve a presentarse a dicho encuentro en 2000, así como también a un concurso oficial realizado en Salto, llamado “Carnaval naranja”, realizado en febrero de ese año. En 2001, ingresan al concurso oficial del carnaval uruguayo y posteriormente registran su primer trabajo discográfico, titulado "Ya no llega". En años posteriores continúan participando del concurso oficial y actuando en varios puntos de Uruguay y en Argentina.
Su director responsable es Ignacio Alonso y la dirección escénica estuvo a cargo de Darío Prieto desde 2001 a 2008, mientras que en 2009, Fernando Paleo se ocupó de esa labor. En 2010 y 2011 la dirección escénica estuvo a cargo de varios miembros de la murga que iban rotando a medida que los cuplés se sucedían: Sebastián Larrosa, Facundo García, Fernando Paleo y Martín Perrone.

## 2017
Luego de 4 años de ausencia en el carnaval mayor, en 2017 La Mojigata vuelve al carnaval con su espectáculo El Pueblo ya sabe lo que quiere en el cual se ponen la piel de encuestadores y bajan a la platea para entrevistar al público presente. Como siempre, La Mojigata tiene a los integrantes de Pocas Nueces Radio. Este año además de las encuestas hablan de temas diversos como lo público y lo privado, la familia privada, etc.
En ese año, la murga obtuvo su 3.er pasaje a la liguilla en toda su historia, obteniendo el octavo puesto.

## Posiciones
- Posiciones obtenidas en el concurso oficial desde su primer ingreso en 2001 hasta el presente:

| 2001 | 2002 | 2003 | 2004 | 2005 | 2006 | 2007 | 2008 | 2009 | 2010 | 2011 | 2012 | 2013 | 2014 | 2015 | 2016 | 2017 | 2018 | 2019 | 2020 | 2021 | 2022-2024 | 2025 |
| ---- | ---- | ---- | ---- | ---- | ---- | ---- | ---- | ---- | ---- | ---- | ---- | ---- | ---- | ---- | ---- | ---- | ---- | ---- | ---- | ---- | --------- | ---- |
| 18.º | 12.º | 16.º | 12.º | 16.º | 13.º | -    | 6.º  | 18.º | 6.º  | 13.º | 14.º | -    | -    | -    | -    | 8.º  | 9.º  | 10.º | 11.º | -    | -         | 6°   |

     No accedió a la liguilla.
     No participó.
     No se realizó el concurso oficial de carnaval debido a la pandemia de COVID-19.

## Discografía
| Año  | Nombre                                            | Discográfica     |
| ---- | ------------------------------------------------- | ---------------- |
| 2001 | Ya no llega                                       | Obligado Records |
| 2002 | DosmildoS                                         | Independiente    |
| 2003 | Ya no sale (Espectáculos 2002 y 2003)             | independiente    |
| 2004 | Los piojos son los padres                         | independiente    |
| 2005 | La Mojigata 2005                                  | independiente    |
| 2006 | Nada que ver pero rimó                            | Bizarro Records  |
| 2008 | Una especie en extinción                          | Bizarro Records  |
| 2009 | Doble Discurso                                    | Independiente    |
| 2010 | Ser o no ser (todo el mundo comento en el barrio) | independiente    |
| 2012 | Leyes (Espectáculo 2011)                          | independiente    |
| 2012 | Cantos Encuentados                                | independiente    |
| 2017 | La Mojigata 2017                                  | independiente    |
| 2018 | El Atlético Mañana                                | independiente    |